# 이서엘
이서엘(1991년 10월 15일 ~ )은 대한민국의 배우이자 모델이다. 루갈 (드라마), 본 어게인 (드라마) 등의 드라마에 출연했다.

## 참여 작품

### 텔레비전 드라마

#### 2020년
- 루갈 (드라마) - 여진 역
- 본 어게인 (드라마) - 백상아 역

#### 2023년
- 오늘도 사랑스럽개 (드라마) - 윤채아 역